# Grande Enciclopédia Portuguesa e Brasileira
A Grande Enciclopédia Portuguesa e Brasileira é uma enciclopédia de língua portuguesa cuja publicação se iniciou em 1936.

## Estrutura da obra
A obra base é constituída pelos seguintes volumes:
- Texto inicial, volumes 1 a 37, editados entre 1935 e 1957;
- Apêndice de atualização do texto inicial, volumes 38[3] a 40, editados entre 1958 e 1960;
- Dois volumes «Brasil», cuja edição teve início em 1964;
- Primeira actualização, volumes 1 a 10, editados entre 1981 e 1987;
- Actualização de história universal e de Portugal (dita "terceira actualização"), volumes 1 a 7, 2001 a 2003;[4][5]
- Dicionário temático de história universal, volumes 8, 9 e 10;[6][5]
- Actualização ciências e tecnologias, volumes 1 a 7;[7][5]
- Dicionário temático de ciências e tecnologias, volumes 8 a 9.[5]

Posteriormente, e sem o estilo da enciclopédia original:
- Livros do ano, editados entre 1988 a 2000[8][9], 2000 a 2008;[5]
- Segunda atualização, volumes 1 a 6, editados entre 1998 e 1999;
- Livro do milénio, editado em 2000;[10]
- Tratado de Todos os Vice-Reis e Governadores da Índia
- Armorial Lusitano, um volume;[11]
- Nobreza de Portugal e do Brasil, três volumes;[12]

- Atlas (em formato maior):
  - Atlas bíblico;[13]
  - Atlas da história mundial;[14]
  - Atlas do espaço;
  - Atlas geográfico;[15]
  - Atlas cronológico do século XX;
  - Atlas das descobertas;[16]
  - Atlas dos oceanos;[17]
  - Atlas das religiões;[18]
  - Atlas da astronomia;[19]
  - Atlas de arqueologia;[20]
  - Atlas das literaturas;[21]
  - Atlas da arquitectura mundial.[22]

## Características da obra
Profusamente ilustrada, traz os muitos conteúdos típicos de uma enciclopédia, na visão da época, tendo sido considerada durante várias décadas uma obra de referência em Portugal.
A Grande Enciclopédia apresenta-se ainda como um dicionário, dando informação lexical, etimológica e, por vezes, sintática em cada entrada, com abonações. As entradas são em grande número, como num vasto dicionário da língua portuguesa.
Teve como colaboradores alguns dos maiores nomes da cultura portuguesa dos meados do século XX, adiante referidos.
Os artigos não são assinados pelos seus autores.

## Editoras
A sua primeira editora foi a Editorial Enciclopédia, Lda., Lisboa - Rio de Janeiro, sediada na Rua do Alecrim, 38 e depois na Rua António Maria Cardoso 33, em Lisboa.
Entre 1993 e 2000 foi editada pelas Edições Zairol.
A Página Editora adquiriu os direitos da obra em 2000.

## Diretores, compiladores, colaboradores e desenhadores[24]

### Diretores e compiladores
- António Mendes Correia
- António Sérgio
- António Armando Gonçalves Pereira
- António Maria Godinho
- Afonso Eduardo Martins Zúquete
- Manuel Otero Ferreira
- F. J. Cardoso Júnior
- João de Sousa Fonseca (diretor técnico)

### Colaboradores
- Cardeal Cerejeira
- A. Barroso Ramos
- A. da Rocha Brito
- A. de Almeida Fernandes
- A. Filomeno L. Sousa Leite
- Aarão Soeiro Moreira de Lacerda
- Abel Viana
- Acácio Casimiro, S. J.
- Adolfo de Andrade
- Adriano Moreira
- Adriano de Sousa Lopes
- Afonso do Paço
- Agostinho Correia Afonso
- Alberto Candeias
- Alberto Zúquete
- Alexandre de Morais
- Alexandre Vieira
- Alfredo Botelho de Sousa
- Alfredo de Carvalho
- Alfredo Simões Mendes
- Álvaro Pinto
- Álvaro Reis Gomes
- Alves da Cruz
- Alves Simões
- Américo de Bivar
- Aniceto Monteiro
- António Alves dos Santos Júnior
- António Baião
- António Barradas
- António da Costa Leão
- António dos Reis Ribeiro
- António Filomeno Lourenço
- António Gomes da Rocha Madail
- António Machado de Pina Cabral
- António Madeira
- António Manuel Paulo
- António Maria Pires
- António Marques Esparteiro
- António Máximo Lopes de Carvalho
- António Perestrelo Botelheiro
- António Pinto Barriga
- António Simões Correia
- António Tello Pacheco
- Aparício Pereira
- Aquilino Ribeiro
- Armando Cirilo Soares
- Armando de Lacerda
- Armando Figueiredo de Lucena
- Armando Marques Guedes
- Arnaldo Faria de Ataíde e Melo
- Ascensão Contreiras
- Augusto Casimiro
- Augusto de Esaguy
- Augusto dos Santos Conceição
- Augusto Lamas
- Augusto Pinto
- Aurélio Marques da Silva
- Barbosa de Magalhães
- Barbosa Sueiro
- Barreto de Oliveira
- Beleza dos Santos
- Belisário Pimenta
- Bernardino de Pinho
- Boaventura Zanatti
- Caetano de Abreu Beirão
- Caetano Maria Beirão da Veiga
- Luís da Câmara Reis
- Cândido Duarte
- Cardoso Gonçalves
- Cardoso Júnior
- Carlos Amaro
- Carlos de Brito Leal
- Carlos Castanheira
- Carlos M. L. Baeta Neves
- Carlos de Passos
- Carlos Ribeiro Ermida
- Carlos Santos
- Carmo e Cunha
- Castelo Branco Chaves
- Celestino da Costa
- Celestino David
- Charles Lepierre
- Cláudio Basto
- Conde de Azevedo
- Costa Leão (Filho)
- Cristiano Lima
- Cruz Filipe
- Damião Peres
- David de Carvalho
- David Lopes
- E. Mimoso Serra
- Eduardo Coelho
- Eduardo da Costa Ferreira
- Eduardo Moreira
- Eduardo Schwalbach
- Emília de Sousa Costa
- Emílio Costa
- Eucaristino de Mendonça
- Eugénio da Cunha e Freitas
- Faria de Vasconcelos
- Fernando Correia
- Fernando Fragoso
- Fernando Lopes-Graça
- Ferreira de Mira
- Fidelino de Figueiredo
- Fontoura da Costa
- Francisco Bordalo Machado
- Francisco Casanovas
- Francisco Cirilo de Melo
- Francisco Fernandes
- Francisco Fernandes Lopes
- Francisco de Paula Leite Pinto
- Francisco Romano Esteves
- Francisco Valente Machado
- Frazão de Vasconcelos
- Frederico Oom
- Carlos Gago Coutinho
- Gastão de Sousa Dias
- Gomes Monteiro
- Guerreiro Murta
- Guilherme Felgueiras
- Guilherme Rubim
- Gustavo de Freitas
- Gustavo de Matos Sequeira
- Henrique Barahona Fernandes
- Henrique de Castro Lopes
- Henrique Jardim de Vilhena
- Henrique Nunes Soares
- Herculano de Carvalho
- Hernâni Cidade
- Hernâni de [[Barros Bernardo
- Hipólito Raposo
- Jaime Cortesão
- Jaime Martins Barata
- J. Correia Pereira
- J. Ferraro Vaz
- João Augusto Ferreira da Costa
- João Barreira
- João Cabral do Nascimento
- João Carlos Celestino Gomes
- João Carrington da Costa
- João Couto
- João de Carvalho e Vasconcelos
- João da Silva Herdeiro
- João E. dos Santos Segurado
- João Paulo Freire
- João Mascarenhas de Melo
- João Perestrelo
- João Vidago
- Joaquim Alves Correia
- Joaquim de Abreu Figanier
- Joaquim Crespo Guimarães
- Joaquim Marques Esparteiro
- Joaquim P. Mota Júnior
- Joaquim Novais Teixeira
- Joaquim Pratas
- Joaquim Rodrigues dos Santos Júnior
- Joaquim Veríssimo Serrão
- Johan Voetelink
- Joly Braga Santos
- Jorge Guimarães Daupiás
- Jorge Teles de Macedo
- José Agostinho
- José António de Novais
- José de Bragança
- José Castelo de Morais
- José Eugénio Dias Ferreira
- José de Miranda
- José do Souto Teixeira
- José Osório de Oliveira
- J. Pinto Loureiro
- José Ribeiro de Albuquerque
- Julião Quintinha
- Júlio Gonçalves
- Laranjo Coelho
- Lídia Salgueiro
- Lino Ferreira
- Lopes de Oliveira
- Ludgero Pinto Basto
- Luís Borges de Castro
- Luís da Cunha Gonçalves
- Luís de Freitas Branco
- Luís de Oliveira Guimarães
- Luís de Pina
- Luís Ernâni Dias Amado
- Luís Reis Santos
- Luís Sequeira Oliva
- Luís Schwalbach Lucci
- Luís Teixeira
- Magalhães Basto
- Manuel Alves Correia
- Manuel de Santiago
- Manuel João Xavier Morato
- Manuel Mendes
- Manuel Monteiro
- Manuel Otero Ferreira
- Manuel Peres Júnior
- Manuel Subtil
- Manuel Valadares
- Manuel Zaluar Nunes
- Maria Franqueira Gonçalves
- Mário Campos Lobo
- Mário Costa
- Mário de Azevedo Gomes
- Mário de Campos
- Mário Lyster Franco
- Maurício de Oliveira
- Miguel de Oliveira
- Miguel Paiva
- Newton de Macedo
- Nogueira de Brito
- Norberto de Araújo
- José Norton de Matos
- Nuno Simões
- Óscar Carmona e Costa
- Pastor Fernandes
- Paulo de Brito Aranha
- Batalha Reis
- Ribeiro de Almeida
- Maria Godinho
- Pedro Roberto Chaves
- Peres de Carvalho
- Pires Soares
- Prestes Salgueiro
- José Maria de Queirós Veloso
- Rafael Ferreira
- Raul Barreto
- Raul de Lacerda
- Raul Frederico Rato
- Francisco Rebelo Gonçalves
- Reinaldo dos Santos
- Renato Gonçalves Pereira
- Francisco Rocha Martins]
- Manuel Rodrigues Lapa
- Rogério de Figueiroa Rego
- Rogério Garcia Peres
- Roque da Fonseca
- Rui Hasse Ferreira
- Rui Travassos Valdez
- José Salazar Carreira
- Salvador Dias Arnaut
- Salvador Saboia
- Seabra Dinis
- Severo Portela
- Silva Domingues
- Tancredo Faria de Morais
- Teixeira de Aguilar
- Teixeira Leite
- José Tomás da Fonseca
- Torre de Assunção
- Vasco de Meneses
- Virgílio Correia
- Francisco Vieira de Almeida
- Vieira de Sá
- Vieira de Sá
- Vítor Fontes
- Vitoriano Braga
- Vitorino Nemésio

### Desenhadores
- A. Duarte de Almeida
- Mário Nogueira
- Eloy
- J. Ricardo da Silva
- Mateus Toste